# Mount Wade
Mount Wade ist ein massiger, 4085 m hoher Berg in der antarktischen Ross Dependency. Als eine vom Ross-Schelfeis oder dem Shackleton-Gletscher weithin sichtbare Landmarke ragt er in unmittelbarer Nachbarschaft zum Mount Fisher und 6,5 km nordwestlich des Mount Campbell in den Prince Olav Mountains auf.
Der US-amerikanische Polarforscher Richard Evelyn Byrd entdeckte ihn bei seinem Flug über das Königin-Maud-Gebirge im November 1929. Das Advisory Committee on Antarctic Names benannte ihn 1947 nach dem Geologen Franklin Alton Wade (1903–1978), Teilnehmer an Byrds zweiter Antarktisexpedition (1933–1935) und leitender Wissenschaftler bei der United States Antarctic Service Expedition (1939–1941), der darüber hinaus in den 1960er Jahren mehrere Unternehmungen im Rahmen des United States Antarctic Research Program leitete.